# Saskia Burmeister
Saskia Burmeister (Sydney, 12 de fevereiro de 1985) é uma atriz australiana. Burmeister é mais conhecida por seus papéis no filme Hating Alison Ashley e na série Sea Patrol.
Em fevereiro de 2008, casou-se com o ator australiano Jamie Croft e deu à luz seu primeiro filho, Jackson Croft, em maio de 2012. Tiveram outro filho, Bodi Phoenix, em 2014.
No mesmo mês, fez uma pequena aparição no seriado Tricky Business onde interpretou a personagem Zoe Platt.

## Filmografia
- Tricky Business
- Rampage (2010)
- First Howl (2009)
- Storage (2008)
- Sea Patrol (2007-Present)
- The Jammed (2007)
- Pirate Islands: The Lost Treasure of Fiji (2007)
- Blue Heelers (2005)
- The Glenmore Job (2005)
- Hating Alison Ashley (2005)
- Jewboy (2005)
- Thunderstruck (2004)
- Wicked Science (2003–2004)
- Ned Kelly (2003)
- The Junction Boys (2002)
- The Pact (2002)
- Water Rats (2000)